# Lillsjösvängen
Lillsjösvängen är ett album med Lill-Nickes från 1979. På inspelningen medverkar Dan Larsson på dragspel, keyboards, bas och körsång, Stig-Olof Petersson på fiol och orgel, Anders Jönsson på gitarr, keyboards och sång, Sven-Olof Carlsson på bas, gitarr och sång och Bengt Svensson på trummor.

## Låtlista
Sida A
1. Lillsjösvängen (Åke Lindqvist)
2. Polka av Olle på Halla (Olle Johansson)
3. Spelmansvals från Halland (trad. efter Karl Salomonsson)
4. Min första komposition (Carl Jularbo)
5. Thores Schottis (Thore Härdelin)
6. Schottis från Bingjö (trad.)
7. Bara så att jag skall stanna kvar (You keep me hangin on) (Mize-Allen-Tue Stiby)
8. På en solig ö nånstans (Happy to be on an island in the sun) (David Lewis-Bengt Sundström)

Sida B
1. Liten Karin (trad.)
2. Skvaltkvarnspolska (trad. efter Kungs Levi Nilsson)
3. Ålänningen (Walter Eriksson)
4. Polka från Junkerträsk (trad.)
5. Hallandsmazurka (trad. efter Söderberg)
6. Skepplandamazurka (trad. efter Emil Andersson)
7. Du tog min kärlek (Beneath still waters) (Dallas Frazier-Anders Jönsson)
8. Theme for young lovers (Bruce Weich)